# Ricinový olej

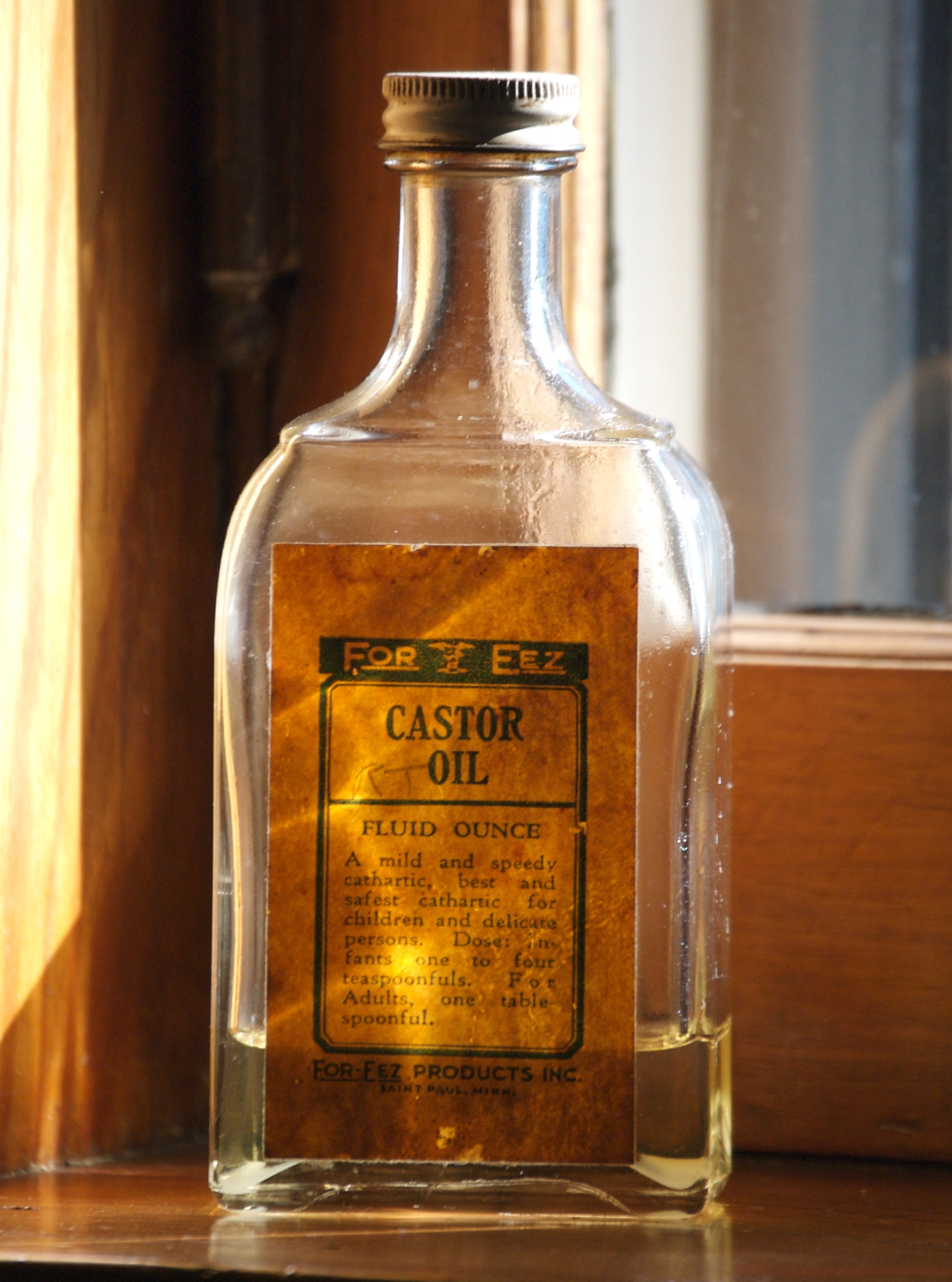
Ricinový olej

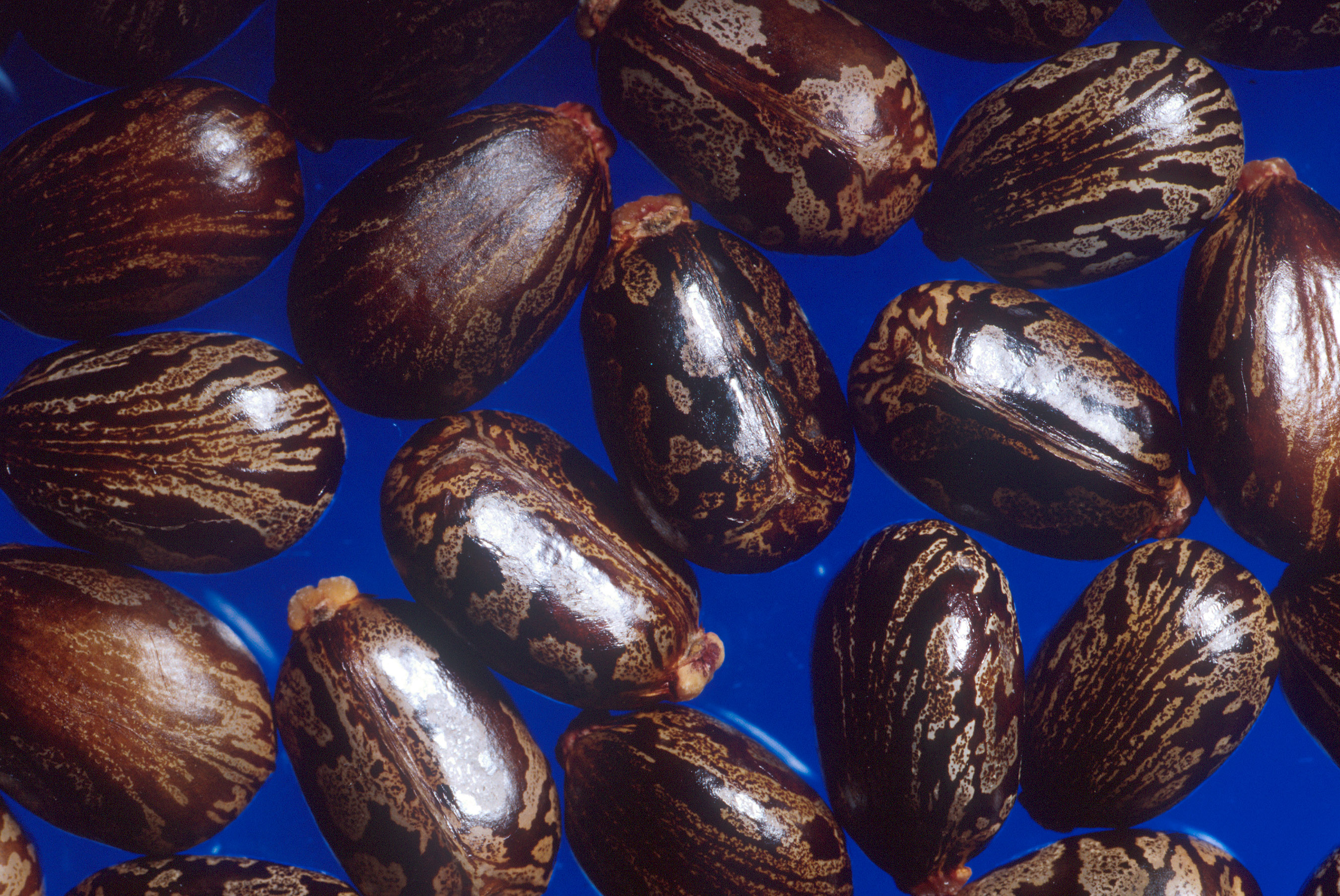
Semena skočce obecného

Ricinový olej je rostlinný olej získávaný ze semen skočce obecného (ricinovníku, Ricinus communis). Ricinový olej je bezbarvá až velmi světle žlutá kapalina se slabou nebo žádnou chutí a pachem. Teplota varu je 313 °C, hustota 961 kg/m3. Jedná se o triacylglycerol, kde přibližně 90 % řetězců mastných kyselin tvoří kyselina ricinolejová (cis-12-hydroxyoktadec-9-enová). Dalšími významnými mastnými kyselinami jsou kyseliny olejová a linolová.

## Charakteristika a použití
Kyselina ricinolejová, mononenasycená mastná kyselina s 18 atomy uhlíku v molekule, je neobvyklá tím, že má na dvanáctém uhlíku hydroxylovou skupinu. Tato skupina způsobuje neobvyklé polární vlastnosti kyseliny (a tedy i ricinového oleje) a umožňuje také chemickou derivatizaci, která u většiny jiných olejů ze semen není prakticky proveditelná. Proto jsou ricinový olej a kyselina ricinolejová cennými surovinami pro chemickou výrobu. V porovnání s jinými semennými oleji, které postrádají hydroxylovou skupinu, je ricinový olej výrazně dražší. Například v červenci 2007 se indický ricinový olej prodával okolo 0,90 USD za kilogram, zatímco americký sójový, slunečnicový nebo řepkový olej stál jen zhruba 0,30 USD/kg.
Ricinový olej a jeho deriváty mají uplatnění při výrobě mýdel, maziv, hydraulických a brzdových kapalin, nátěrových hmot, barviv, inkoustů, plastů odolných vůči mrazu, vosků, leštidel, polyamidů, léčiv a parfémů. Je tradičním laxativem.
V některých zemích se ricinový olej nepoužívá pouze v průmyslu kosmetickém a farmaceutickém, ale též v potravinářství, a to pod označením E 1503. Setkat se s ním lze především v rozmanitých cukrovinkách, sladkých nápojích a dochucovadlech.
Semeno skočce obsahuje také ricin, toxickou bílkovinu. Sklízení ricinových semen proto může být nebezpečné. Na povrchu rostliny byly totiž nalezeny alergenní sloučeniny, které mohou trvale poškodit nervový systém. Největšími producenty ricinového oleje jsou Indie, Brazílie a Čína; v těchto zemích byly také u osob pracujících se skočcem zaznamenávány škodlivé účinky na jejich zdraví. Kvůli tomuto problému, společně s obavami ohledně toxického vedlejšího produktu ricinu, bylo doporučeno hledat jiné zdroje hydroxymastných kyselin. Někteří vědci také zkoušejí geneticky modifikovat skočec tak, aby zabránili syntéze ricinu.